# Технічний університет
Технічні університети (ТУ) — це університети з правом на призначення наукового ступеня з широким вибором інженерних дисциплін та наукових дисциплін, більшість з яких доповнюються іншими предметами.
Попередниками технічних університетів були технічні коледжі. В німецькомовному світі це позначення було присвоєно установам вищої технічної освіти з 1870-х років. У 1970-х і 1980-х роках більшість технічних коледжів змінилися на технічні університети. З боку політики та науки модернізація принесла їм бажаний престиж, а також збільшила частку фундаментальних досліджень та додавання додаткових предметів, таких як: з галузей філософії, комунікації, соціології та економіки.
Майже всі технічні коледжі були перейменовані в університети. Винятком є Рейнсько-Вестфальський технічний університет Аахена, а також два Швейцарські федеральні технічні інститути в Цюриху та Лозанні.
Внаслідок реформи у Східній Німеччині технічні коледжі Коттбус і Ільменау були перейменовані в технічні університети. Решта технічних коледжів (Лейпциг, Кьотен, Леуна-Мерзебурґ, Варнемюнде-Вустров, Вісмар, Циттау, Цвіккау) були розформовані, перебудовані у Вищі спеціальні навчальні заклади або інтегровані в окремі кафедри цих коледжів у вузах.
Дев'ять німецьких технічних університетів об'єднали свої зусилля в ініціативі TU9, яка також повідомляє про майбутні загальноєвропейські об'єднання зв'язків з громадськістю.
Угода про співробітництво між технічними університетами існує між трьома австрійськими установами: Віденським технічним університетом, Грацьким технічним університетом і Монтанським університетом в Леобені, які заснували у 2010 році об'єднання «Verein TU Austria», для того, щоб розвинути основні питання досліджень, прийти до спільної позиції та використовувати синергію.

## Історичний розвиток
Історія ТУ багато в чому пов'язана з розвитком технічних коледжів.

## Факультети або кафедри
Звичайна структура технічного вузу слідує «класичним» інженерним предметам. Загалом, пропозиція навчання включає:
- Електротехніка в енергетиці, телекомунікаціях, електроніці
- Машинобудування, включаючи техніку дорожнього руху (технології транспортних засобів, аерокосмічну техніку, …), технологічні процеси, технології пластмас та ін
- цивільне будівництво
- архітектура
- математика
- наука
  - фізика
  - хімія
  - геодезія та науки про Землю

З 1975 р. додали наступні предмети:
- Інформатика або комп'ютерні технології
- супутникова технологія та космічний політ (ізольований)

Крім того, виникла низка міждисциплінарних курсів навчання:
- інженерна інформатика
- мехатроніка
- матеріалознавство
- медіатехнологія
- медична техніка та медична інформатика
- оптроніка
- технічна фізика
- міське та територіальне планування
- транспортне машинобудування
- бізнес-інформатика
- промислове будівництво
- біохімічне та хімічне машинобудування
- загальна інженерія

## Перелік технічних університетів в D-A-CH

### Німеччина
- Рейнсько-Вестфальський технічний університет Аахена (TU9)
- Берлінський технічний університет (TU9)
- Бранденбурзький технічний університет Котбус-Сенфтенберга
- Технічний університет Брауншвайга (TU9)
- Хемніцький технічний університет
- Клаустальський технічний університет
- Дармштадтський технічний університет (TU9)
- Технічний університет Дортмунда
- Технічний університет Дрездена (TU9)
- Технічний університет Фрайбурзька гірнича академія
- Технічний університет Гамбурга
- Гамбурзький університет Хафенсіті
- Ганноверський університет імені Лейбніца (TU9)
- Технічний університет Ільменау
- Технічний університет Кайзерслаутерна
- Технологічний інститут Карлсруе (TU9)
- Мюнхенський технічний університет (TU9)
- Університет Отто фон Ґеріке в Магдебурзі
- Штутгартський університет (TU9)

### Австрія
- Грацький технічний університет
- Монтанський університет в Леобені
- Віденський технічний університет

### Бельгія та Нідерланди
У Нідерландах є чотири технічні університети, спільно відомі як 4TU:
- Делфтський технічний університет (TU Delft)
- Ейндховенський технічний університет (TU Eindhoven)
- Університет Твенте (U Twente)
- Вагенінгенський університет (Wageningen U)

У Бельгії та Нідерландах Hogescholen або Hautes écoles (також перекладаються як коледжі, університетські коледжі або університети прикладних наук) - це прикладні вищі навчальні заклади, які не надають докторських ступенів і не зосереджуються на дослідженнях, але деякі дослідження все ж проводяться. Вони, як правило, обмежуються навчанням на рівні бакалаврату, зі ступенями, які називаються професійними бакалаврами, і лише невеликими магістерськими програмами.

### Швейцарія
- Федеральна політехнічна школа Лозанни
- Федеральна вища технічна школа Цюриха

## Посиланн
1. ↑  [0] ^ Рейнсько-Вестфальський технічний університет Аахена є університетом згідно з § 1 .2) № 1 Закону про свободу освіти у федеральної землі Північний Рейн-Вестфалія
2. ↑  Наукова рада, Рекомендації з інженерії в університетах та технічних коледжах нових земель, Дюссельдорф, 1991 р.
3. ↑  ТУ Австрія: Місія [Архівовано 2012-01-13 у Wayback Machine.] . доступ 9 вересня 2011 року